# Сен-Жанне (Альпы Верхнего Прованса)
Сен-Жанне́ (фр. Saint-Jeannet, окс. Sant Joanet) — коммуна во Франции, находится в регионе Прованс — Альпы — Лазурный Берег. Департамент коммуны — Альпы Верхнего Прованса. Входит в состав кантона Мезель. Округ коммуны — Динь-ле-Бен.
Код INSEE коммуны — 04181.

## Население
Население коммуны на 2008 год составляло 53 человека.
| 1962 | 1968 | 1975 | 1982 | 1990 | 1999 | 2008 |
| ---- | ---- | ---- | ---- | ---- | ---- | ---- |
| 53   | 42   | 52   | 43   | 47   | 38   | 53   |

## Экономика
В 2007 году среди 32 человек в трудоспособном возрасте (15—64 лет) 25 были экономически активными, 7 — неактивными (показатель активности — 78,1 %, в 1999 году было 75,0 %). Из 25 активных работали 24 человека (12 мужчин и 12 женщин), безработным был 1 мужчина. Среди 7 неактивных 1 человек был учеником или студентом, 4 — пенсионерами, 2 были неактивными по другим причинам.

## Достопримечательности
- Приходская церковь Нотр-Дам-де-л’Эсперанс, построена в конце XV века на месте бывшей часовни, перестроена и расширена в 1834 году, а затем полностью реконструирована в 2008 году.
- Часовня Сен-Жан (XIV век), исторический памятник с 1954 года.